# نيكولاي هارتمان
نيكولاي هارتمان (بالألمانية: Nicolai Hartmann)‏ هو كاتب وفيلسوف ألماني، ولد في 20 فبراير 1882 في ريغا في لاتفيا، وتوفي في 9 أكتوبر 1950 في غوتينغن في ألمانيا.

## وصلات خارجية
- نيكولاي هارتمان على موقع الموسوعة البريطانية (الإنجليزية)
- نيكولاي هارتمان على موقع مونزينجر (الألمانية)